# Hội đồng Quốc gia Liên bang
Hội đồng Quốc gia Liên bang (tiếng Ả Rập: المجلس الوطني الإتحادي, al-Majlis al-Watani al-Ittihadi) là cơ quan thẩm quyền liên bang của Các Tiểu vương quốc Ả Rập Thống nhất được thành lập để đại diện cho người dân của các tiểu vương quốc Ả Rập. Hội đồng bao gồm 40 thành viên với những nhiệm vụ cố vấn trong lĩnh vực hội đồng lập pháp. Hai mươi thành viên được bầu bởi các công dân UAE thông qua một cử tri đoàn, trong khi hai mươi thành viên còn lại được chỉ định bởi các nhà cai trị của mỗi tiểu vương quốc. Trụ sở chính của Hội đồng nằm ở Abu Dhabi, thủ đô của UAE.
Ủy ban Bầu cử Quốc gia chỉ đạo cuộc bầu cử và được ủy quyền đề cử các thành viên của cử tri đoàn. Mọi công dân đều có thể được chọn làm thành viên. Ủy ban Bầu cử Quốc gia được thành lập vào tháng 2 năm 2011 theo sự đồng thuận của Hội đồng Tối cao UAE và dưới sự chủ trì của Quốc vụ khanh Vụ Hội đồng Quốc gia Liên bang. Ủy ban Bầu cử Quốc gia có quyền kiểm soát việc bầu cử các dân biểu từ tất cả các tiểu vương quốc tới Hội đồng Quốc gia Liên bang.

## Lịch sử
Hội đồng Liên bang Quốc gia được thành lập theo Hiến pháp tạm thời của Các Tiểu vương quốc Ả Rập Thống nhất năm 1971 như một bộ phận cấu thành vĩnh viễn trong cơ cấu quản lý của đất nước, bao gồm cả Hội đồng Tối cao, Tổng thống, Nội các và Tòa án. Trước năm 2006, tất cả các thành viên của Hội đồng được chọn bởi những nhà cai trị của các tiểu vương quốc.
Trong 43 năm qua, FNC đã thảo luận hàng trăm vấn đề và dự thảo luật về con người và nền kinh tế của đất nước. Theo Hiến pháp, các dự thảo luật của liên bang trước tiên phải qua FNC để xem xét và khuyến nghị. Dự thảo luật và các sửa đổi, được thiết lập với sự hỗ trợ của các ủy ban đặc biệt, được trình bày cho Hội đồng thảo luận và sau đó được gửi lại cho Nội các xem xét và phê duyệt. Trong suốt các thời kỳ lịch sử, Hội đồng đã ảnh hưởng đến Chính phủ Liên bang để ra các dự thảo luật. Các dự thảo luật ban đầu từ Nội các được sửa đổi bởi Hội đồng để phù hợp với nhu cầu của công dân mà họ đại diện.
FNC chịu trách nhiệm dưới Hiến pháp để kiểm tra và sửa đổi tất cả các luật pháp liên bang được đề xuất và có quyền triệu tập và đặt câu hỏi với bất kỳ Bộ trưởng Liên bang nào liên quan đến hoạt động của Bộ đó. Một trong những nhiệm vụ chính của FNC là thảo luận ngân sách hàng năm. Các tiểu ban đặc biệt và Đơn vị Nghiên cứu và Học tập đã được thành lập để giúp các thành viên FNC ứng phó với nhu cầu ngày càng tăng của chính phủ hiện đại.

## Chức năng
Xem xét dự thảo luật được Hội đồng Bộ trưởng UAE đề xuất và hoàn thành thông qua bởi các ủy ban có thẩm quyền và sau đó đệ trình lên cơ quan tối cao của Nhà nước, Hội đồng tối cao Liên bang phê duyệt hoặc bác bỏ.

## Thành viên Hội đồng
Điều 68 của Hiến pháp quy định Hội đồng sẽ bao gồm 34 thành viên. Tuy nhiên, sau khi Ras Al Khaimah gia nhập Liên bang, con số đã tăng lên 40 thành viên, được phân phối như sau:
| Tiểu quốc      | Số ghế |
| -------------- | ------ |
| Abu Dhabi      | 8      |
| Dubai          | 8      |
| Sharjah        | 6      |
| Ras Al Khaimah | 6      |
| Ajman          | 4      |
| Fujairah       | 4      |
| Umm Al Quwain  | 4      |

Một nửa số thành viên của Hội đồng được bầu bởi các cơ quan bầu cử, trong khi nửa còn lại được bổ nhiệm. Cơ chế này đã được thông qua và thực hiện vào năm 2006, từ khi bắt đầu giai đoạn đầu tiên của chương trình trao quyền chính trị của Hoàng thân Sheikh Khalifa bin Zayed Al Nahyan, Tổng thống UAE. Phụ nữ Tiểu vương quốc lần đầu tiên tham gia hội đồng kể từ khi được thành lập vào nhiệm kỳ lập pháp thứ 14.

## Nhiệm kỳ
Nhiệm kỳ thành viên của Hội đồng đã trở thành bốn năm chứ không phải hai năm theo các sửa đổi hiến pháp gần đây của Điều 72 và Điều 78. Hội đồng sẽ được triệu tập và phiên họp sẽ được giải tán theo nghị định của Nguyên thủ quốc gia.

## Điều kiện trở thành thành viên
Hiến pháp quy định về tư cách thành viên của Hội đồng: 
- Có quyền công dân tại một trong các Tiểu quốc, đại diện trong Hội đồng thường trú tại Tiểu quốc
- Ít nhất 25 tuổi khi chọn hoặc bầu thành viên
- Đầy đủ năng lực dân sự và có danh tiếng tốt
- Có đầy đủ kiến thức, và không phải là thành viên của Hội đồng khác và bất kỳ văn phòng công cộng nào với quyền miễn trừ

## Phiên họp
Hội đồng sẽ có các phiên họp thường niên không dưới 7 tháng. Hội đồng sẽ tổ chức các cuộc họp tại Abu Dhabi, "Thủ đô của Liên bang". Các phiên họp của Hội đồng là công khai và có thể được tổ chức bí mật theo yêu cầu của Chính phủ hoặc Chủ tịch Hội đồng hoặc ít nhất một phần ba số thành viên của Hội đồng.
Hội đồng sẽ không tổ chức các cuộc họp riêng và các cuộc thảo luận chỉ có hiệu lực với sự có mặt của đa số thành viên (21 thành viên).

## Ủy ban
- Ủy ban nội vụ và quốc phòng
- Ủy ban tài chính, kinh tế và công nghiệp
- Ủy ban Pháp chế và Pháp luật
- Ủy ban Giáo dục, Thanh niên, Truyền thông và Văn hóa
- Ủy ban Y tế, Lao động và Xã hội
- Ủy ban đối ngoại, kế hoạch, dầu khí, tài nguyên khoáng sản, nông nghiệp và thủy sản
- Ủy ban các vấn đề Hồi giáo, Tài trợ và Ủy ban Tiện ích Công cộng
- Ủy ban Đánh giá Khiếu nại và Khiếu nại
- Ủy ban thảo luận

## Bầu cử

### Bầu cử 2006
Không phải tất cả các công dân UAE đều được phép bỏ phiếu hay ứng cử. Chỉ 6.689 trong số 800.000 công dân trong nước đủ điều kiện để tham gia cuộc bầu cử năm 2006. Những người đủ điều kiện được các nhà cai trị chọn lựa.
Phụ nữ được phép bỏ phiếu và ứng cử mà không có chỉ tiêu để đảm bảo một số lượng phụ nữ được bầu chọn ở một số nước Ả Rập khác. Hơn 14% ứng viên là phụ nữ. Vào cuối năm 2003, tất cả 40 thành viên của FNC đều là nam giới.
Các viên chức bầu cử đã bỏ phiếu thăm dò như là một cuộc thử nghiệm mà họ hy vọng sẽ mở đường cho cuộc bỏ phiếu phổ thông trong những năm tới. Tuy nhiên, ngay cả khi đó cũng chỉ có một nửa của FNC được bầu.
Cuối năm 2006, một nửa số thành viên của tổ chức được bầu. Những cuộc bầu cử này được xem là bước đầu tiên hướng tới chế độ dân chủ của UAE.
Tóm tắt kết quả bầu cử Hội đồng Quốc gia Liên bang UAE ngày 16. 18 và 20 tháng 12, 2006
| Thành viên | Số ghế |
| --- | ------ |
| Được bầu | 20     |
| Chỉ định bởi tiểu vương các tiểu vương quốc thành viên | 20     |
| Tổng | 40     |
| Thành viên nữ Trong số 20 thành viên do Cử tri đoàn chọn, một phụ nữ được bầu. Tám phụ nữ khác được chỉ định bởi các nhà cai trị của bảy tiểu vương quốc và, ngoại trừ Umm al-Quwain, ít nhất một phụ nữ được chỉ định bởi mỗi tiểu vương. Phụ nữ chiếm 22,5% số thành viên của Hội đồng (9 người), một sự gia tăng đáng kể. Ba trong số những người được bổ nhiệm là từ Dubai. |        |

### Bầu cử 2011
Trong năm 2011, cuộc bầu cử nghị viện đã có một cử tri đoàn mở rộng với 129.274 thành viên, gấp gần 20 lần so với năm 2006. Cử tri Đoàn mới này bao gồm khoảng 12% dân UAE. Khoảng 35% số thành viên dưới 30 tuổi và 46% là phụ nữ.
Tổng số 468 ứng cử viên, trong đó có 85 phụ nữ, đã tham gia cuộc bầu cử. Nhiều ứng cử viên cam kết cung cấp dịch vụ giáo dục và chăm sóc sức khoẻ tốt hơn và nhiều nhà ở cho những người dân UAE trẻ. Họ cũng hứa sẽ củng cố bản sắc và văn hoá UAE. Một số ứng viên đã sử dụng mạng xã hội như Facebook để trình bày kế hoạch của họ.

### Bầu cử 2015
Quy mô của cử tri đoàn đã tăng từ 129.274 vào năm 2011 lên 224.279 vào năm 2015. Tất cả các ứng cử viên đều là những ứng viên độc lập. Trong quá trình vận động bầu cử, nhiều ứng cử viên đã tập trung vào các vấn đề xã hội, hứa hẹn cung cấp nhà ở tốt hơn và nhiều dịch vụ chăm sóc sức khoẻ hơn. Những người khác tập trung vào tạo việc làm và dịch vụ giáo dục tốt hơn. Cử tri đi bầu tăng từ 27,25% lên 35,29%. Như trong cuộc bầu cử năm 2011, đã có một ứng viên là phụ nữ trong số 20 người thắng cử. Vào ngày 18 tháng 11, các thành viên mới được bầu đã tuyên thệ cùng với 20 thành viên được bổ nhiệm, trong đó có 8 phụ nữ.
Cuộc bầu cử năm 2015 sử dụng một hệ thống bỏ phiếu đơn (nghĩa là mỗi cử tri chỉ bỏ phiếu cho một ứng cử viên duy nhất trong tiểu vương quốc của mình). Trước đây, cử tri được phép bỏ phiếu cho một nửa số ghế từ các tiểu vương quốc tương ứng. Các cử tri đủ điều kiện ở nước ngoài cũng đã được phép bỏ phiếu lần đầu tiên vào năm 2015.